# Seewalchen am Attersee
Seewalchen am Attersee (bis 1. Jänner 1962 nur Seewalchen) ist eine Marktgemeinde in Oberösterreich im Bezirk Vöcklabruck im Hausruckviertel mit 5722 Einwohnern (Stand 1. Jänner 2024). Der zuständige Gerichtsbezirk ist Vöcklabruck.

## Geographie
Seewalchen am Attersee liegt auf 498 m ü. A. Höhe im Hausruckviertel. Die Ausdehnung beträgt von Nord nach Süd 6,3 km, von West nach Ost 6,6 km. Die Gesamtfläche beträgt 23,9 km². 12,1 % der Fläche sind bewaldet, 58,2 % der Fläche sind landwirtschaftlich genutzt.

### Gemeindegliederung
Das Gemeindegebiet gliedert sich in 18 Ortschaften (in Klammern die Einwohnerzahlen Stand 1. Jänner 2024)
- Ainwalchen (80)
- Buchberg (108)
- Gerlham (147)
- Haidach (116)
- Haining (147)
- Kemating (157)
- Kraims (247)
- Litzlberg (312)
- Moos (30)
- Neißing (63)
- Neubrunn (121)
- Pettighofen (56)
- Reichersberg (100)
- Roitham (45)
- Seewalchen am Attersee (2992)
- Staudach (33)
- Steindorf (958)
- Unterbuchberg (10)

## Geschichte

### Vorgeschichte und Pfahlbauten
Die ersten Pfahlbauten am Attersee entstanden zwischen 4.000 und 3.500 v. Chr. Neueste Funde im Bereich des Sprungturms Seewalchen belegen ein Alter von rund 7.000 Jahren. Am gesamten Seeufer, also auch in Seewalchen, Litzlberg und Unterbuchberg nutzten die Menschen Pfahlbauten. Im Attersee gehen die Funde bis in die Jungstein- und Bronzezeit zurück.
Die Pfahlbauforschung begann in Oberösterreich am 25. August 1870, als Gundaker Graf Wurmbrand in Seewalchen die ersten Pfahlbaufunde aushob, sie lösten auch in Österreich ein regelrechtes Pfahlbaufieber aus.
Am Attersee wurden sehr viele Funde durch den Sandfischer Theodor Wang beim Baggern nach Sand geborgen, der sein Einkommen durch den Verkauf von Funden teilweise mehr als verdoppeln konnte. Wang wurde am 15. Oktober 1870 in Wien als Theodor Krobatschek geboren und wie seine Geschwister am 27. Oktober 1909 vom Realitätenbesitzer Nikolaus Wang, der in Seewalchen eine Dampfsäge betrieb, adoptiert. Er gilt als Entdecker etlicher Pfahlbaustationen am Attersee – unter anderen Misling 1, Misling 2, Litzlberg. Er verkaufte die Funde an den Möbelindustriellen und Besitzer der Schneckenvilla in Seewalchen, das Naturhistorische Museum in Wien und nach dem Weltkrieg auch an das Heimathaus in Vöcklabruck.
Seine und auch die Rolle weiterer Sandfischer, die sich als Fundsucher betätigten, sind auf Grund der „brutalen“ Fundbergung sehr umstritten. Sie werden deshalb auch oft als „Raubfischer“ bezeichnet. Unbestritten ist aber, dass die Bergung damals „zeitgemäß“ war und ohne diese eine Forschung lange Zeit gar nicht möglich gewesen wäre.
Heute sind viele im Wasser versunkene Pfahlbaudörfer durch Bautätigkeit, Schifffahrt gefährdet.
Eine Sonderstellung – weil einzigartig in Österreich – ist die Feuchtbodensiedlung (so nennt die Wissenschaft Pfahlbauten) im Gerlhamer Moor. Dieses Naturschutzgebiet, im Südwesten des Gemeindegebietes, steht unter Denkmalschutz. Wichtige Funde aus dem Moor sind ein Bronze-Gürtelhaken (naturhistorisches Museum) und eine Langdolchklinge aus Bronze (Sammlung Max Schmidt), die 1904 beim Torfstechen gefunden wurden. Der Torfstich war damals im Besitz des Braumeisters Paul Ellinger aus Litzlberg.
Am 27. Juni 2011 erklärte die UNESCO 111 Pfahlbauten um die Alpen zum Welterbe.
Aus Seewalchen ist die Pfahlbau-Station Litzlberg Süd, eine der 3 Welterbestätten am Attersee und 5 in Österreich, vertreten. 2026/27 wird zu diesem Thema die Landes-Kultur-EXPO (als Landesausstellung zugesagt) stattfinden.
Im Jahr 2005 wurde im Wald zwischen Seewalchen und Berg ein keltisches Hügelgrab aus der Latènezeit (5. Jahrhundert v. Chr.) mit interessanten Grabbeigaben geöffnet.

### Römerzeit
Um 15 vor Chr. gehörte Seewalchen zu der römischen Provinz Noricum.
Dass – wie in älteren Schriften behauptet – die wichtige Verkehrsverbindung von Wels nach Salzburg am Attersee entlangführte, ist historisch vermutlich nicht haltbar, und die Ansicht, dass Seewalchen auf dem römischen Laciacis liegt, ist wissenschaftlich ebenfalls nicht belegt, aber in der Literatur über Seewalchen weit verbreitet. Mehrere Funde deuten jedoch auf römische Besiedlung hin: Im Schloss Litzlberg wurde 1916 eine römische Inschrift gefunden. In die Nordseite (Außenwand) der Pfarrkirche ist ein Bruchstück eines römischen Grabsteins eingemauert. Ungewöhnlich kostbar war der Schatzfund von 1950 bei Planierungsarbeiten am Seeufer: 100 Silberdinare, mehrere Ringe und Armreife; vermutlich aus dem Jahre 200 nach Christo. Die wertvollen Funde sind heute im Heimathaus Vöcklabruck ausgestellt.

### Mittelalter
Die Ortsbezeichnungen in der Gemeinde Seewalchen stammen zum Großteil von den Baiern, die zwischen 500 und 550 in die Gegend einwanderten, nachdem die Römer 488 abzogen. Die einwandernden Baiern folgen den Römerstraßen und treffen auf romanisierte Einheimische. Die Orte der Restbevölkerung nannten sie „walchen“, wie Ortsbezeichnungen wie Seewalchen oder Ainwalchen beweisen. So ist auch der Name der Gemeinde entstanden: der Ort, wo die Walchen am See wohnten.
Die althochdeutsche Phase erstreckt sich von etwa 500 bis 1100. Ortsbezeichnungen mit der Endung -ing (etwas älter) und -heim (etwas jünger) deuten darauf hin. Es gibt allerdings auch unechte -ing-Namen. Die echten -ing-Namen stammen aus Grundsiedlungen von 600–800. In der Ausbauphase zwischen 800 und 1000 waren vor allem -heim-Namen produktiv.
In der Zeit der Christianisierung wurden folgende Ortsnamen erstmals erwähnt: Steindorf 750, Ainwalchen 807 und Kemating 822.
Um 1000 beginnt die mittelhochdeutsche Phase. Die zweite Ausbauphase ist gekennzeichnet durch -dorf-, -berg- und -bach-Namen. Die dritte Phase der Ausbausiedlung ist gekennzeichnet durch -reit-, -schlag- und -eck-Namen. Die vielen Rodungen führten allerdings zum Absinken des Grundwasserspiegels. -reit- und -öd-Namen korrespondieren miteinander.
Die Missionierung des Gebietes ging vor der Jahrtausendwende von Salzburg aus. Die Kirche zum hl. Jakobus in Seewalchen dürfte als „Urpfarre“ schon bestanden haben. Im Mittelalter wirkte sich die Verbindung zum salzburgischen Kloster Michaelbeuern nachhaltig aus. 1135 wurde dort Seewalchen in einem Dokument erstmals urkundlich erwähnt. Von 1439 bis 1476 wurde die heutige Kirche gebaut.
Die Katholische Pfarrkirche von Seewalchen weist auf die Zeit Karls des Großen hin. Aus der Tatsache, dass die Kirche dem heiligen Jakobus dem Älteren geweiht ist, schließen Forscher, dass bereits zur Römerzeit eine Kirche bestand. Im Mittelalter wurden ausgehend von Seewalchen die umliegenden Gebiete in die kirchliche Gliederung einbezogen. Somit war Seewalchen eine typische Rodungspfarre, deren Sprengel das gesamte Atterseegebiet bis zur Wasserscheide zum Traunsee umfasste.
Ein großer Teil des heutigen Gemeindegebietes kam durch Schenkungen in den Besitz der Klöster Kremsmünster, Mondsee und Michaelbeuern. Seit dem Jahr 1135, wo die Kirche dem Benediktinerstift eingegliedert und der Name „Seewalchen“ erstmals urkundlich aufscheint, war Seewalchen 748 Jahre lang mit dem Kloster engstens verbunden. Die enge Bindung an das Kloster Michaelbeuern fand erst 1983 mit der Übernahme der Pfarre durch die Diözese Linz ihr Ende.

### Neuzeit
Seit 1490 wird er dem Fürstentum Österreich ob der Enns zugerechnet.
Während der Napoleonischen Kriege war der Ort mehrfach besetzt. Seit 1918 gehört der Ort zum Bundesland Oberösterreich.
Nach dem Anschluss Österreichs an das Deutsche Reich am 13. März 1938 gehörte der Ort zum Gau Oberdonau. Nach 1945 erfolgte die Wiederherstellung Oberösterreichs.
Am 9. Mai 1977 erfolgte die Verleihung des Marktrechts durch die Landesregierung.

### Einwohnerentwicklung
| Seewalchen am Attersee: Einwohnerzahlen von 1869 bis 2024 | Seewalchen am Attersee: Einwohnerzahlen von 1869 bis 2024 | Seewalchen am Attersee: Einwohnerzahlen von 1869 bis 2024 | Seewalchen am Attersee: Einwohnerzahlen von 1869 bis 2024 | Seewalchen am Attersee: Einwohnerzahlen von 1869 bis 2024 |
| --------------------------------------------------------- | --------------------------------------------------------- | --------------------------------------------------------- | --------------------------------------------------------- | --------------------------------------------------------- |
| Jahr                                                      |                                                           |                                                           |                                                           | Einwohner                                                 |
| 1869                                                      | 1869                                                      |                                                           | 1.532                                                     | 1.532                                                     |
| 1880                                                      | 1880                                                      |                                                           | 1.556                                                     | 1.556                                                     |
| 1890                                                      | 1890                                                      |                                                           | 1.555                                                     | 1.555                                                     |
| 1900                                                      | 1900                                                      |                                                           | 1.535                                                     | 1.535                                                     |
| 1910                                                      | 1910                                                      |                                                           | 1.663                                                     | 1.663                                                     |
| 1923                                                      | 1923                                                      |                                                           | 1.718                                                     | 1.718                                                     |
| 1934                                                      | 1934                                                      |                                                           | 1.916                                                     | 1.916                                                     |
| 1939                                                      | 1939                                                      |                                                           | 2.491                                                     | 2.491                                                     |
| 1951                                                      | 1951                                                      |                                                           | 3.105                                                     | 3.105                                                     |
| 1961                                                      | 1961                                                      |                                                           | 3.347                                                     | 3.347                                                     |
| 1971                                                      | 1971                                                      |                                                           | 3.835                                                     | 3.835                                                     |
| 1981                                                      | 1981                                                      |                                                           | 3.951                                                     | 3.951                                                     |
| 1991                                                      | 1991                                                      |                                                           | 4.253                                                     | 4.253                                                     |
| 2001                                                      | 2001                                                      |                                                           | 4.749                                                     | 4.749                                                     |
| 2011                                                      | 2011                                                      |                                                           | 5.311                                                     | 5.311                                                     |
| 2021                                                      | 2021                                                      |                                                           | 5.699                                                     | 5.699                                                     |
| 2024                                                      | 2024                                                      |                                                           | 5.722                                                     | 5.722                                                     |
| Quelle(n): Statistik Austria                              |                                                           |                                                           |                                                           |                                                           |

## Kultur und Sehenswürdigkeiten

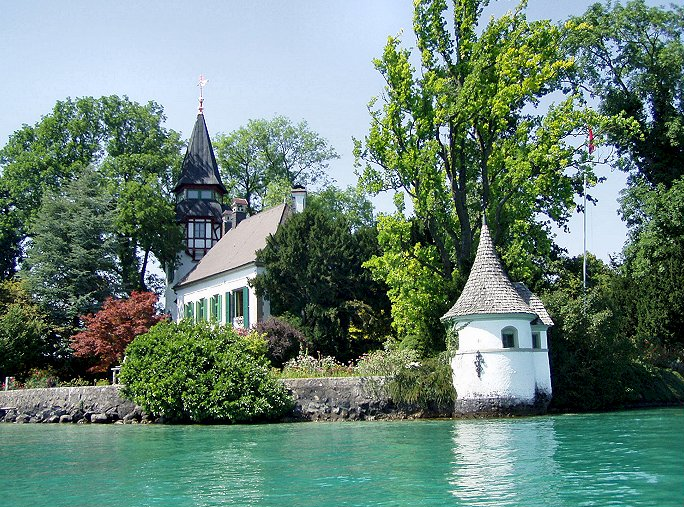
Schloss Litzlberg

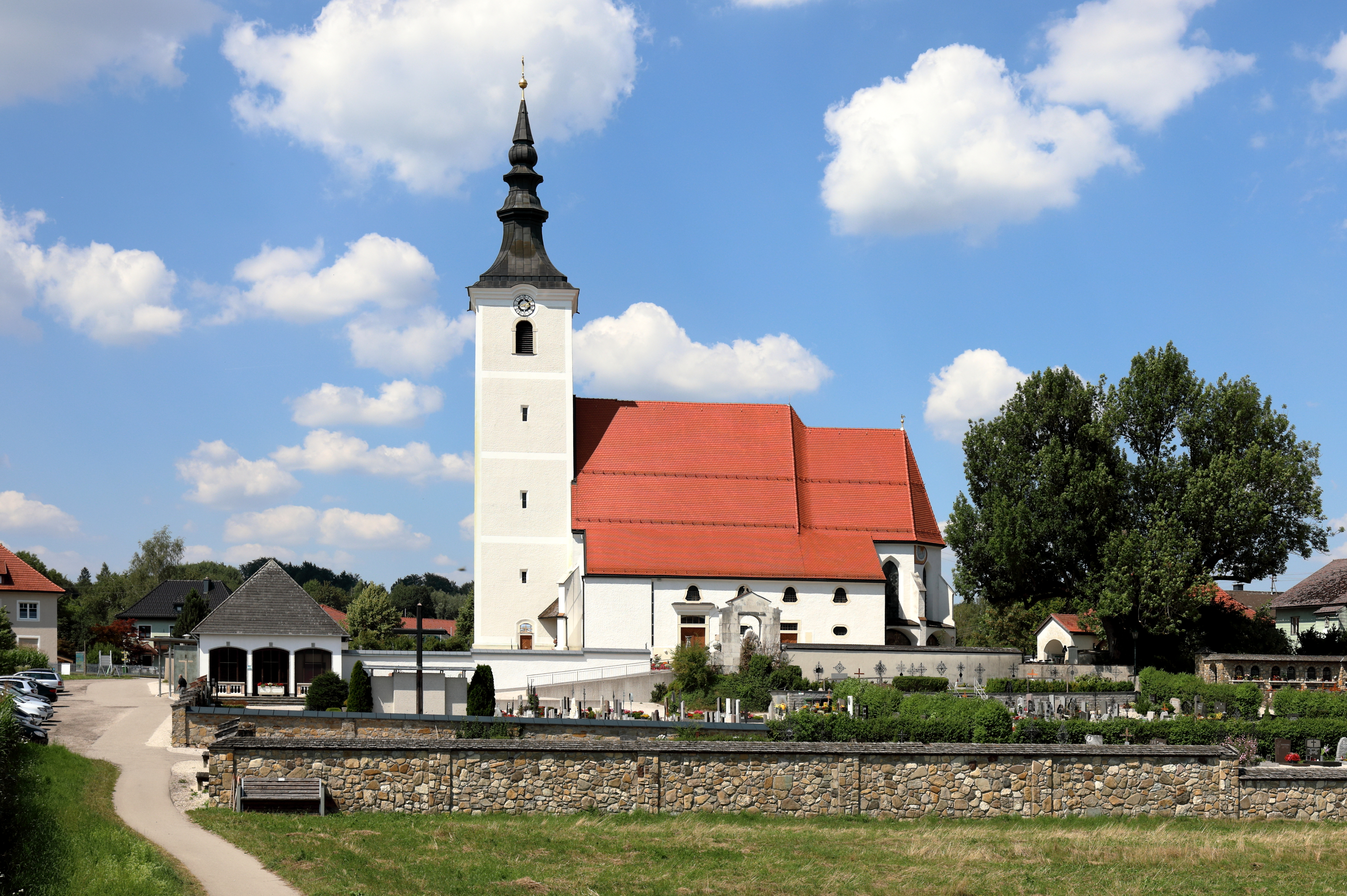
Katholische Pfarrkirche Seewalchen am Attersee

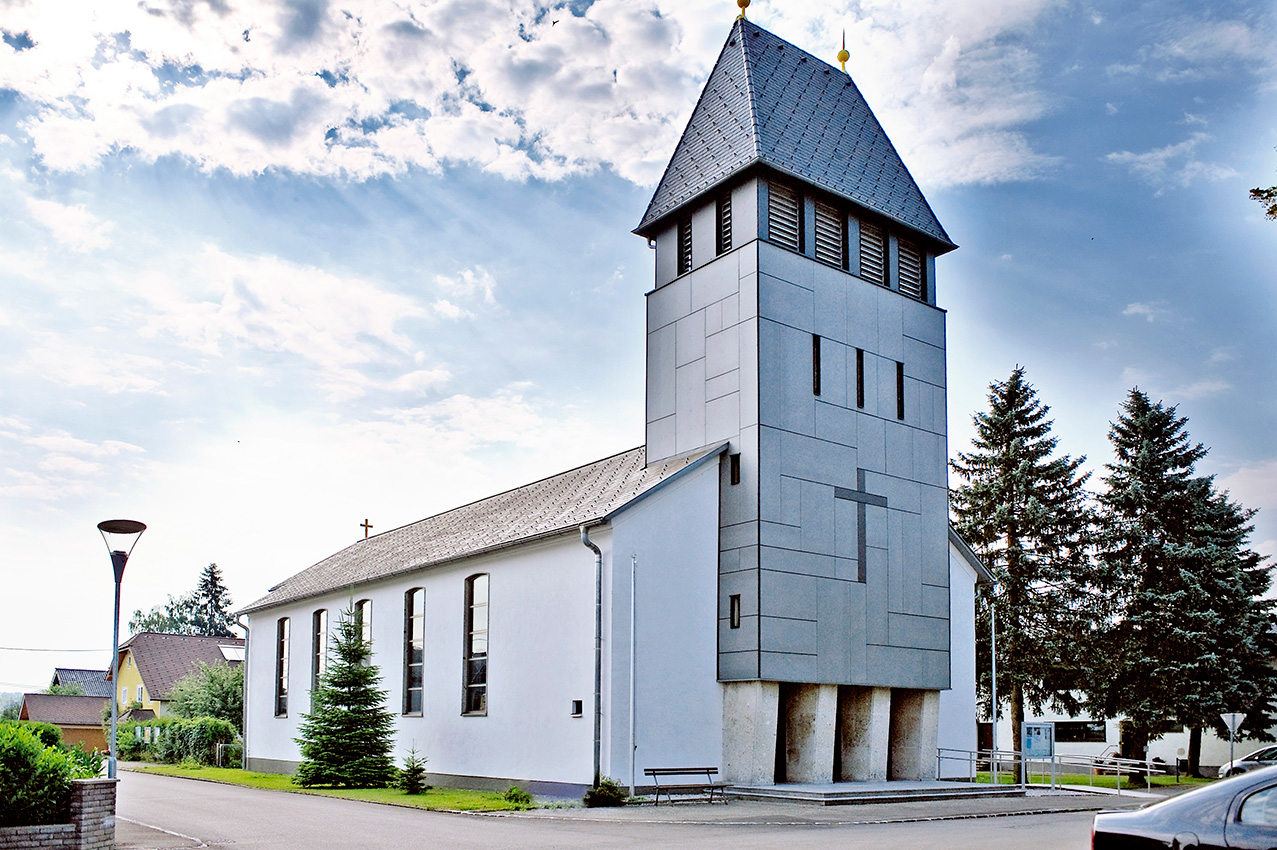
Evangelische Pfarrkirche Rosenau

- Katholische Pfarrkirche Seewalchen am Attersee: Die Kirche wurde im Jahr 1135 erstmals urkundlich erwähnt.
- Evangelische Pfarrkirche Rosenau
- Filialkirche Kemating: Die spätgotische Landkirche aus dem 15. Jahrhundert ist dem hl. Michael geweiht. Sie liegt etwas abgelegen von der Ortschaft Kemating an einer kleinen Verbindungsstraße Richtung Steindorf. Die Kirche erhielt 1903 einen neugotischen Altar und 1911 wurde der barocke Kuppelhelm gegen eine gotische Pyramidenform ersetzt. 1784 wurde im Zuge der Josephinischen Kirchenreform eine eigene Pfarre errichtet, die allerdings nur bis 1791 bestand. Heute ist kein regelmäßiger Kirchenbetrieb aufrecht.

- Filialkirche Buchberg: Seit 824 hatte das Kloster Mondsee große Besitztümer rund um die Ortschaft Buchberg. Da der Abt von Mondsee in Buchberg eine Sommerresidenz hatte, dürfte er veranlasst haben, die dem hl. Stefan geweihte Kirche zu bauen. Der heutige barocke Bau entstand um 1717.

- Schloss Litzlberg: Das Schloss befindet sich auf einer 6000 m² großen Insel im Attersee und war ursprünglich in Mondseer Besitz. Der heutige Schlossbau stammt aus dem Jahre 1896. Seit 1974 ist das Schloss im Besitz der Familie Leitl.

Wiener und Linzer Familien siedelten sich zwischen 1870 und 1900 entlang der heutigen Attersee Straße an.
- Haus Gamerith: Die Familie Gamerith ließ 1933/1934 in Unterbuchberg das erste Haus mit Flachdach errichten. Der Bauherr Walter Gamerith war Maler und Fotograf. Das berühmte „Haus am Attersee“ brachte dem Architekten Ernst Anton Plischke zusammen mit dem Arbeitsamt in Liesing 1935 den großen österreichischen Staatspreis ein. Das moderne Haus nimmt wenig Rücksicht auf die Bauart der Gegend. Vielmehr wurde Sonne, Topographie oder Aussicht berücksichtigt. So schützt der Dachüberhang die Fenster vor der Sommermittagssonne, lässt aber die volle Wintersonne zu. Um den Umriss des Hauses mit dem dahinterstehenden Wald in Einklang zu bringen, wurde während des Entwurfstadiums der Umriss des Hauses in Holzlatten an Ort und Stelle errichtet. Das Haus Gamerith wurde 1968 vom Eigentümer Arno Figl in Zusammenarbeit mit dem Architekten saniert. Es wurde 1995 unter Denkmalschutz gestellt und ist auch heute noch ein Anziehungsplatz für Architekturstudenten.[4]

- Gustav Klimt Themenweg: Gustav Klimts Entdeckung des Attersees als Refugium für die Sommerfrische begann im Sommer 1900, fast 50 Jahre nach den ersten touristischen Impulsen in dieser Region. Auf der Suche nach ruhigen Plätzen für Erholung und künstlerische Inspiration fand er diese zunächst am Nordufer des Attersees in Litzlberg bei Seewalchen, ab 1908 in Kammer sowie ab 1914 im Süden des Sees am Eingang des Weißenbachtales. Bei einer Wanderung am Gustav Klimt Themenweg, die entlang der Promenade in Kammer-Schörfling und in Seewalchen verläuft, erhalten Besucher einen Überblick zu Klimts Leben und Werk sowie zu den Motiven seines Schaffens in der Umgebung seiner Sommerdomizile Villa Paulick und Villa Oleander am Nordufer des Attersees.[5] Weitere Informationstafeln am Nordufer befinden sich im Bereich der Ortschaft Litzlberg. Am Südufer setzt sich der Themenweg punktuell in Unterach, Steinbach und Weißenbach fort. Die Stelen in den übrigen Gemeinden informieren vertiefend über Klimts Besuche am Attersee.[6] Das Gustav Klimt Zentrum lässt sich optimal mit einer Schifffahrt am Attersee ergänzen: Sowohl im Klimt-Zentrum als auch an Bord der Attersee-Schifffahrt ist das beliebte Kombiticket „Klimt-Zentrum & Schifffahrt Rundkurs Nord“ erhältlich, durch welches Besucher mehr über Klimts Motive von der Seeseite aus erfahren und ihr Wissen über den Weltkünstler am Attersee vertiefen.[7]

Naturdenkmäler
- Das Gerlhamer Moor oder „Gföhret“ liegt westlich des Ortsgebietes von Seewalchen. Es dehnt sich südlich der St. Georgner Bezirksstraße aus. Die nächstgelegenen Siedlungen sind Naißing, Ainwalchen und Gerlham. Die exakte geografische Lage ist mit 47°15’10" und 13°33‘30" definiert. Das in einer Senke zwischen zwei Jungmoränenwällen liegende Moor weist eine Fläche von rund 15 ha auf. Das Moor vom Typus eines „Flachmoores“ liegt auf einer Hochterrasse in 517 m Meereshöhe und ist aus Resten von nacheiszeitlichen Seen entstanden. Der Name „Gföhret“ deutet auf Föhren hin, doch wachsen heute hier keine Föhren mehr. Die früheren Föhrenbestände wurden jedoch in einer Pollenanalyse nachgewiesen. Als Hinweis auf die Entstehungsgeschichte aus einem nacheiszeitlichen See können einige Tümpel im Kerngebiet des Moores und die ausgedehnten Schwimmrasenflächen angesehen werden. Diese Sauerwiesen weisen auf wasserdichten Ton- und Kreideablagerungen nur eine dünne Moorbodenschicht auf, sie „schwimmen“ auf dem Grundwasserhorizont (der Boden schaukelt beim Draufspringen).

## Wirtschaft und Infrastruktur

### Verkehr
Seewalchen, das an der West Autobahn A1 liegt, ist über eine 2,2 Kilometer lange Autobahnausfahrt an die Autobahn angeschlossen.  An dieser liegt die Autobahnpolizeiinspektion Seewalchen und ein Einkaufszentrum. Das Straßennetz umfasst Gemeindestraßen mit einer Länge von 100 km.
Im Gemeindegebiet befindet sich der Bahnhof Siebenmühlen-Rosenau der Kammerer Bahn sowie ein Holzlagerplatz der Lenzing AG zwischen Kammerer Bahn und linkem Ufer der Ager mit Bahnanschluss.
Da von Presbyterium und befragten Kirchengemeindemitgliedern abgelehnt wurde, den Einbau einer Mobilfunkanlage von A1 in den Turm der evangelischen Gnadenkirche Seewalchen-Rosenau zu gestatten, wurde Juni 2012 von A1 die Errichtung eines 30 m hohen Mastes im Ortsteil Pettighofen eingereicht.
Der Tourismusverband Attersee-Salzkammergut, Attersee betreibt – ausgenommen um die Winterszeit – das Informationsbüro Seewalchen/Schörfling in Schörfling, Hauptstraße 7 B/2.

### Öffentliche Einrichtungen
- Strandbad Seewalchen
- Freibadeanlage Litzlberg
- 28 öffentliche Grünanlagen
- Volksschule
- Neue Mittelschule
- Landesmusikschule
- Pfarrcaritaskindergarten

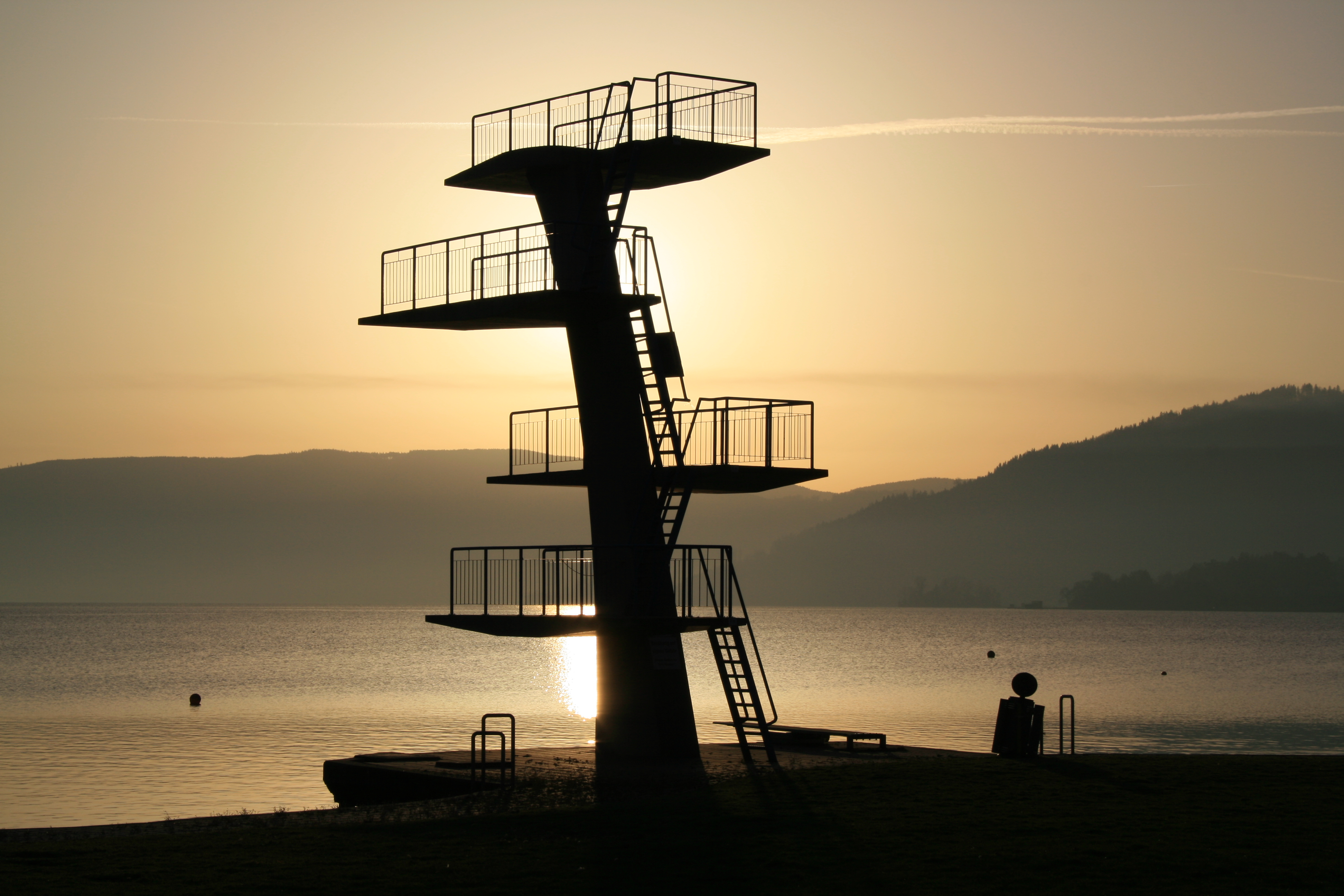
Inoffizielles Seewalchner Wahrzeichen: Der Sprungturm des Strandbades

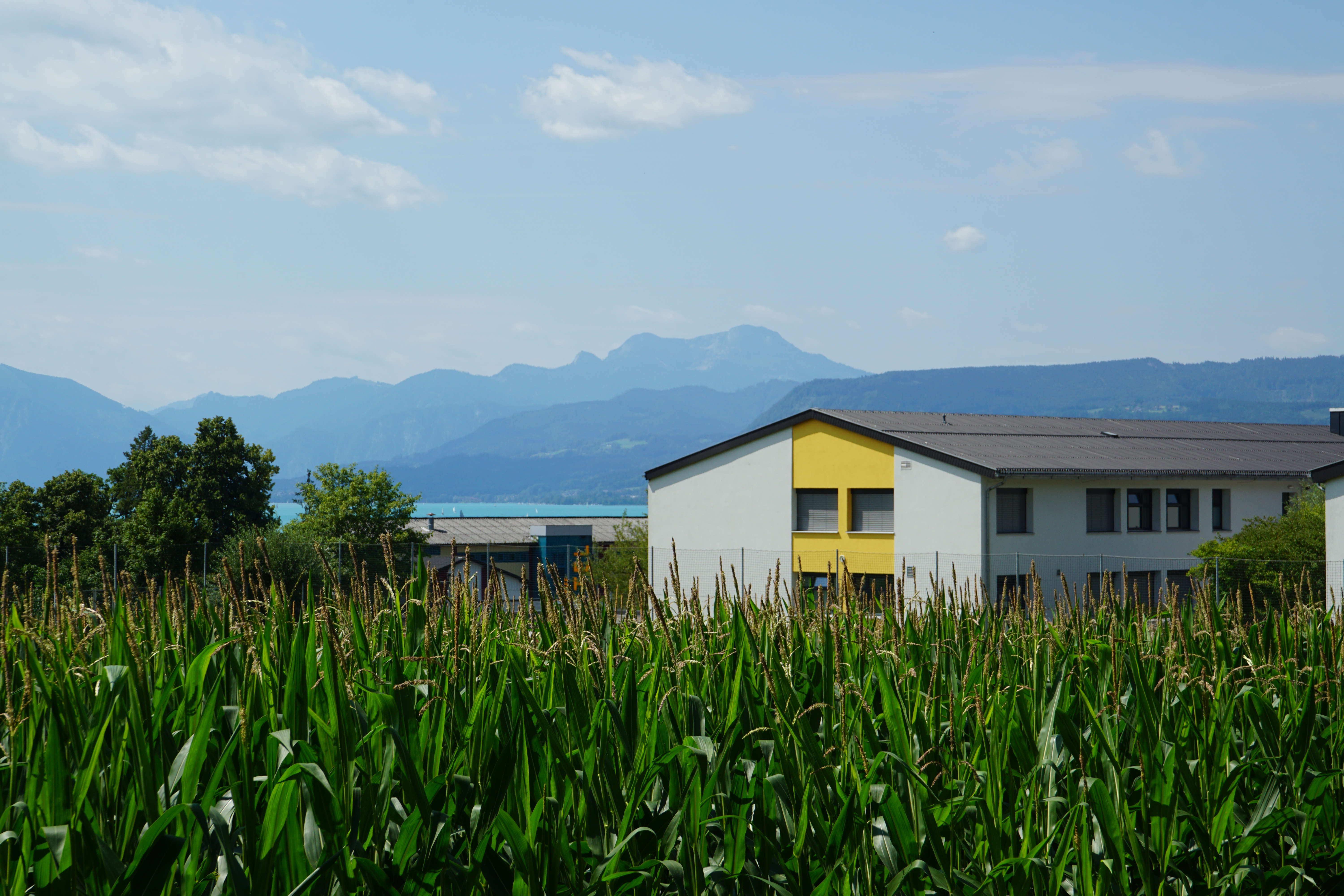
NMS Seewalchen

- Kindergarten der evangelischen Pfarrgemeinde Lenzing-Kammer
- eine Krabbelstube
- sechs öffentliche Kinderspielplätze
- Drei Freiwillige Feuerwehren (Seewalchen, Kemating, Steindorf)
- Rot-Kreuz-Dienststelle
- Bauhof
- Altstoffsammelzentrum
- Wassergenossenschaft Seewalchen
- Wassergenossenschaft Steindorf
- Wasserrettung Litzlberg

## Politik
Der Gemeinderat hat 31 Mitglieder.
- Mit den Gemeinderats- und Bürgermeisterwahlen in Oberösterreich 2003 hatte der Gemeinderat folgende Verteilung: 13 ÖVP, 12 SPÖ, 3 FPÖ und 3 GRÜNE.
- Mit den Gemeinderats- und Bürgermeisterwahlen in Oberösterreich 2009 hatte der Gemeinderat folgende Verteilung: 14 ÖVP, 10 SPÖ, 5 FPÖ und 2 GRÜNE.
- Mit den Gemeinderats- und Bürgermeisterwahlen in Oberösterreich 2015 hatte der Gemeinderat folgende Verteilung: 13 ÖVP, 7 FPÖ, 7 SPÖ und 4 GRÜNE.
- Mit den Gemeinderats- und Bürgermeisterwahlen in Oberösterreich 2021 hat der Gemeinderat folgende Verteilung: 13 ÖVP, 7 SPÖ, 6 GRÜNE und 5 FPÖ.[11]

### Bürgermeister
- 1997–2019 Johann Reiter (ÖVP)
- seit 2020 Gerald Egger (ÖVP)[12]

### Wappen
Blasonierung: In Grün über drei silbernen Wellenleisten ein goldenes, schwebendes Tatzenkreuz. Die Gemeindefarben sind Grün-Gelb-Rot.
Die Wellen markieren die Lage und damit auch den Beinamen der Gemeinde. Das von der crux quadrata abgeleitete, geschweifte Kreuz soll auf die frühe Christianisierung des Gebietes hinweisen und ist ebenso wie die Wellen dem Siegel des Abtes von Michaelbeuern Maurus Riha entnommen. Es wurde von Gerhard Johann Zopf entworfen.
Die Verleihung des Gemeindewappens und Genehmigung der vom Gemeinderat am 21. April 1976 festgesetzten Gemeindefarben wurde durch Beschluss der oberösterreichischen Landesregierung vom 3. Mai 1976 abgesegnet. Die 1977 erfolgte Erhebung zum Marktgemeinde brachte keine Änderung des Gemeindewappens und der Gemeindefarben.

### Gemeindepartnerschaften
- Die Marktgemeinde Seewalchen am Attersee pflegt eine Städtepartnerschaft mit der bayerischen Stadt Freyung in Deutschland.

## Persönlichkeiten

### Ehrenbürger der Gemeinde
- 1950: Franz Karl Ginzkey (1871–1963), Dichter, Schriftsteller, Offizier[13]
- Josef Limberger (1933–2021), Bürgermeister von Seewalchen 1984–1997[14]
- 2022: Johann Reiter, Bürgermeister von Seewalchen 1997–2019[15][16]

### Söhne und Töchter der Gemeinde
- Theodor Wang (1870–1947), Sandfischer und Pfahlbaupionier
- Karl Häupl (1893–1960), Zahnarzt und Hochschullehrer, Ehrenbürger von Seewalchen
- Elisabeth Maria Maurer (* 1914), Schriftstellerin
- Maximilian Zweimüller (1932–2008), Lehrer, Schulleiter, Chorleiter, Cembalist und Organist
- Rudolf Hinterdorfer (* 1947), Komponist
- Gerhard Müller (* 1950), Maler, Grafiker, Kunstpädagoge und Hochschullehrer
- Martin Fischer (* 1955), Komponist und Journalist
- Markus Bless (* 1963), Musik- und Medienkünstler
- Marcel Ziegl (* 1992), Fußballspieler

### Mit der Gemeinde verbundene Persönlichkeiten
- Julius Arigi (1895–1981), berühmter Jagdflieger des Ersten Weltkriegs, der sich nach der Vertreibung aus dem Sudetenland in Seewalchen niederließ.[17]
- Claudia Hauschildt-Buschberger (* 1970), Politikerin
- Lisa-Maria Kellermayr (1985–2022), Ärztin